# بارثيلمي كاريه
بارثيلمي كاريه  (بالفرنسية: Barthélemy Carré )‏ (ولد عام 1636م - توفي في نهاية أو بعد نهاية القرن 17). رجل دين ورحالة فرنسي قام برحلة نيابة عن فرنسا وشركة الهند الشرقية الفرنسية.

## السيرة
ولد بارثيلمي كاريه عام (1636) وسط عائلة جيدة في منطقة بلوة، وكان قد رسم كاهن، وأصبح قسيساً على سفن ملك فرنسا.ان مملكة فرنسا كانت متخلفة تجارياً وتريد ان تكون تجارتها مزدهرة وتريد ان تلتحق بركب الدول المتقدمة في هذا المجال، فهي متخلفة مقارنة مع هولندا وإنجلترا، ولهذا قام جان بابتيست كولبير مسؤول شركة الهند الشرقية الفرنسية بتكليف الأب كاريه بمهمة نقل تعليمات ملك فرنسا إلى الهند، والمساعدة في تأسيس موقع تجاري لفرنسا في مناطق الهند، وإرسال التقارير، وأمور أخرى من بينها ملاحظة عمل الشركات في هذا الجزء من العالم.

## الرحلة
في (مارس/آذار 1668) غادر الأب كاريه بحراً نحو الهند، مبحراً على طول الساحل الغربي من الشمال إلى الجنوب، فزار سقطرى، والخليج الفارسي، حيث كان عليه مساعدة فرنسوا كارون لإنشاء محطة تجارية في سورت. وبعدها سافر مع قافلة إلى بلاد ما بين النهرين فوصل البصرة، ثم رجع إلى سورت. ومنها أرسله (فرنسوا كارون) إلى فرنسا، عن طريق البر للوصول إلى البحر الأبيض المتوسط، فغادر السفينة وعبر إلى بلاد فارس، زار بلاد ما بين النهرين، ومنها وصل إلى لبنان التي تقع على البحر الأبيض المتوسط ومنها أبحر إلى مارسيليا، ثم وصل فرنسا في نهاية عام (1671).
لم يبقى في فرنسا فترة طويلة حيث أرسل إلى الشرق مرة ثانية، فسار في طريق مختلف قليلاً عن الطريق المعروف للمسافرين، حيث وصل سوريا، وركب قارباً مع مسار مجرى نهر الفرات، وهناك رحالة أجانب زاروا بغداد في العهد العثماني وكاريه واحد منهم حيث زار بغداد عام (1673).
وبعدها توجه إلى الهند، ثم إتجه إلى شمال الهند حتى وصل مدراس، ومنها عاد إلى سرات عن طريق الإبحار حول شبه القارة الهندية.
عاد بعد رحلته هذه إلى أوروبا متبعاً طريقاً يعرفه بصورة جيدة. كان كاريه قد واجه صعوبات عديدة أثناء رحلته على طول الخليج العربي، حيث شاهد صيادي اللؤلؤ، وكذلك واجهها في نهري دجلة والفرات. حتى وصوله البحر المتوسط.
كتب في مذكراته قصصاً مختلفة عن مغامراته والمشاكل التي مر بها، فمثلاً يذكر انه أنقذ ستة أتراك من الموت كانوا مدفونين حتى أعناقهم، بهدف قطع رؤوسهم. وكيف قام بتعميد مائة فتاة محكوم عليهن بالموت عطشاً في بلاد فارس، وقد تم بيعهن إلى نساء الحرملك. ويقول انه تعرض للسرقة في الفلوجة، ويذكر انه إلتقى بإمرأتين من جورجيا وقد تم شراؤهن من قبل أحد تجار البازار الأغنياء..إلخ. على الرغم من هاتين المهمتين التي قام بهما الأب بارثيلمي كاريه في تلك المناطق البعيدة، إلا ان (كولبير) بقي يحتفظ ببعض البرود تجاه وكيله (كاريه). لأن الأب كاريه يفتقر إلى ألحنكة الدبلوماسية، وكذلك إسلوبه الصعب، وكانت الشركة تعاني من إنتكاسات عند تواجده فيها، وعند مغادرته إلى فرنسا تتضاءل تلك الإنتكاسات، وهذا ما كان يدركه وزير لويس الرابع عشر، فلم يكن كاريه محبوباً، ويبدوا انه أصبح يدير المجتمعات النسائية دينياً.واخيرا توقف عن قيامه برحلات بعيدة أخرى. كما لاتوجد معلومات مؤكدة عن تاريخ وفاته.

## مؤلفاته
- عام (1699) نشر جزءاُ من رحلته الأولى إلى الشرق تحت عنوان:(Voyage des Indes Orientales mélê de plusieurs histoires curieuses).
- سرد عن رحلتي بلاد فارس والهند 1668-1674.

 Relations de deux voyages en perse et en Inde,1668-1674